# John Baptist Odama
John Baptist Odama (Riki-Oluku, 29 giugno 1947) è un arcivescovo cattolico ugandese, dal 22 marzo 2024 arcivescovo emerito di Gulu.

## Biografia
Nato a Riki-Oluku nel 1947, è ordinato sacerdote il 14 dicembre 1974 dal vescovo Angelo Tarantino. È poi consacrato primo vescovo di Nebbi dal cardinale Emmanuel Wamala il 26 maggio 1996.
Il 2 gennaio 1999 è promosso primo arcivescovo metropolita di Gulu.
Il 22 marzo 2024 papa Francesco accoglie la sua rinuncia, presentata per raggiunti limiti di età, al governo pastorale dell'arcidiocesi di Gulu; gli succede Raphael p'Mony Wokorach, finora vescovo di Nebbi.

### Impegno sociale
È impegnato nei colloqui di pace a favore della popolazione Acholi, dal 1986 vittima della guerra civile e delle scorribande del Lord's Resistance Army.

## Genealogia episcopale e successione apostolica
La genealogia episcopale è:
- Cardinale Scipione Rebiba
- Cardinale Giulio Antonio Santori
- Cardinale Girolamo Bernerio, O.P.
- Arcivescovo Galeazzo Sanvitale
- Cardinale Ludovico Ludovisi
- Cardinale Luigi Caetani
- Cardinale Ulderico Carpegna
- Cardinale Paluzzo Paluzzi Altieri degli Albertoni
- Papa Benedetto XIII
- Papa Benedetto XIV
- Papa Clemente XIII
- Cardinale Bernardino Giraud
- Cardinale Alessandro Mattei
- Cardinale Pietro Francesco Galleffi
- Cardinale Giacomo Filippo Fransoni
- Cardinale Carlo Sacconi
- Cardinale Edward Henry Howard
- Cardinale Mariano Rampolla del Tindaro
- Cardinale Rafael Merry del Val
- Cardinale Arthur Hinsley
- Arcivescovo David Mathew
- Cardinale Laurean Rugambwa
- Cardinale Emmanuel Kiwanuka Nsubuga
- Cardinale Emmanuel Wamala
- Arcivescovo John Baptist Odama

La successione apostolica è:
- Vescovo Giuseppe Franzelli, M.C.C.I. (2005)
- Vescovo Sabino Ocan Odoki (2006)
- Vescovo Sanctus Lino Wanok (2011)
- Arcivescovo Raphael p'Mony Wokorach, M.C.C.I. (2021)